# Myriopholis filiformis
Espèce
Synonymes
- Glauconia filiformis Boulenger, 1899
- Leptotyphlops filiformis (Boulenger, 1899)

Statut de conservation UICN

 DD  : Données insuffisantes
Myriopholis filiformis est une espèce de serpents de la famille des Leptotyphlopidae.

## Répartition
Cette espèce est endémique de l'île de Socotra au Yémen.	

## Publication originale
- Boulenger, 1899  : Descriptions of the new species of reptiles. Bulletin of the Liverpool Museum, vol. 2, n. 1, p. 4-7 (texte intégral).